# Intermediar de reacție
Un intermediar de reacție (sau mai simplu un intermediar) este o specie chimică formată în timpul unei reacții chimice din reactanți, și care evoluează cu obținerea produșilor de reacție. Majoritatea reacțiilor chimice sunt reacții care au loc în mai multe etape, altfel spus până la încheierea lor are loc cel puțin o etapă elementară. Fiecare intermediar de reacție este produsul fiecărei dintre aceste etape, cu excepția celui din final, care este de fapt produsul reacției chimice.
De exemplu, se poate lua în considerare următoarea reacție:
A + B → C + D
Reacția include următoarele etape elementare:
A + B → X*
X* → C + D
Specia chimică notată cu X* este intermediarul de reacție.

## Tipuri

### Intermediari instabili
Există patru tipuri de intermediari de reacție instabili, care iau naștere prin ruperea legăturilor covalente din compușii organici: radicali liberi (R∙), carbocationi (R+), carbanioni (R-) și carbene (R2C:)